# Los muchachos de antes no usaban arsénico
 Los muchachos de antes no usaban arsénico es una película argentina de comedia negra de 1976 dirigida por José Martínez Suárez según su propio guion, escrito en colaboración con Gius. Es protagonizada por Narciso Ibáñez Menta, Bárbara Mujica, Mecha Ortiz, Arturo García Buhr y Mario Soffici. El personaje que interpreta Arturo García Buhr había sido pensado inicialmente para Pedro López Lagar. Fue filmada en Eastmancolor y se estrenó el 22 de abril de 1976.
El filme, que incluye fragmentos de Madame Bovary (1947, dirigida por Carlos Schlieper), compitió en la preselección para el Premio Óscar de 1976. Fue la última película en la que intervino el actor y director Mario Soffici.

## Sinopsis
Una actriz retirada vive con su marido, su exmédico y su exadministrador en una casona alejada. Los tres hombres -muy unidos entre sí- se oponen a la actriz cuando ésta quiere vender la casa y una joven llega para tratar de convencerlos.

## Reparto
Actuaron en el filme los siguientes intérpretes:
- Mecha Ortiz …Mara Ordaz
- Narciso Ibáñez Menta …Norberto Imbert
- Bárbara Mujica …Laura Otamendi
- Arturo García Buhr …Pedro
- Mario Soffici …Martín Saravia

## Comentarios
En Convicción, Homero Alsina Thevenet escribió: 

”El film no está ubicado en el humor negro, sino, como lo dijera su autor, en el humor gris, apto para la sonrisa. Para públicos jóvenes será una comedia divertida; para los veteranos será un cine irónico sobre el sistema de estrellas formulado por las estrellas mismas.”

La Nación opinó: 

”El film procura sugerir, en una atmósfera a la vez risueña y desorientada que el mal y el bien están en la naturaleza humana…al punto que el crimen puede asumir la inocencia de un juego de niños.”

Manrupe y Portela escriben 

”Inusual ejercicio sobre el cinismo, la amistad masculina y la misoginia en un estilo Billy Wilder y con guiños a la vieja industria local. Un clásico de la mala intención.”

El suplemento Radar de Página/12 consideró en 2006: 

«Estrenada a pocos días del golpe (el 22 de abril), el aislamiento, el encierro y la muerte conforman las notas dominantes y tristemente proféticas de esta extraordinaria comedia de humor negro que se cuenta, indudablemente, entre las pocas obras maestras del cine argentino.»

## Adaptación
En el 2019 fue estrenada una adaptación argentina del film de Martínez Suárez, estrenado como El cuento de las comadrejas (y originalmente titulada Regreso triunfal), fue coescrito, coproducido y dirigido por Juan José Campanella, adaptando el argumento de Los muchachos de antes no usaban arsénico. Es protagonizada por un reparto coral, compuesto por Graciela Borges, Oscar Martínez, Marcos Mundstock y Luis Brandoni.